# Pinhead Gunpowder
Pinhead Gunpowder ist eine US-amerikanische Punk-Band von der East Bay, Kalifornien. Bekannt wurde die Band unter anderem durch ihren Sänger Billie Joe Armstrong, der zugleich Frontmann der international erfolgreichen Punk-Rock-Band Green Day ist. Weitere Mitglieder sind Aaron Cometbus, Bill Schneider und Jason White, der seit dem Album Warning bei der Band Green Day als zweiter Gitarrist spielt.

## Geschichte
Pinhead Gunpowder – benannt nach einer chinesischen Sorte Grünen Tees – wurden anfangs von Lookout! Records unter Vertrag genommen, wie schon Green Day am Anfang ihrer Karriere. Von 1998 bis 2008 waren sie beim Label Adeline Records unter Vertrag, dessen Co-Besitzer Billie Joe Armstrong ist. Heute sind sie bei Recess Records.
Die Band gab seit ihrer Gründung in den frühen 1990er Jahren nur 15 Konzerte, was unter anderem auch am Erfolg von Green Day liegt, der Armstrong sehr beansprucht.

## Diskografie

### Alben
- 1994: Jump Salty
- 1995: Carry the Banner
- 1997: Goodbye Ellston Avenue
- 1999: Shoot the Moon (EP)
- 2003: Compulsive Disclosure
- 2008: West Side Highway (EP)
- 2009: Kick Over the Traces (Kompilation)
- 2024: Unt

### Singles
- 1991: Trundle and Spring
- 1992: Fahizah
- 2000: Dillinger Four / Pinhead Gunpowder Split
- 2000: Pinhead Gunpowder
- 2000: 8 Chords, 328 Words